# Blackout!
Blackout! é o álbum de estreia do duo de hip hop Method Man & Redman. É o primeiro lançamento de longa duração de Method Man e Redman como um grupo após várias colaborações. O álbum continuou uma corrente de lançamentos bem sucedidos da Def Jam no final dos anos 1990. O álbum estreou em #3 na Billboard Top 200 com 254.000 cópias vendidas. Ambos os rappers desfrutaram do que talvez tenha sido o auge de suas carreiras como um conjunto após o sucesso do álbum e os singles nas paradas. Os singles também foram videos populares que se tornaram esteios na MTV e na BET. A sequência do álbum, Blackout! 2, foi lançada em 2009. O álbum vendeu mais de 1.575.000 cópias. Este álbum é visto como um clássico por fãs de hip hop.
| Críticas profissionais                                                      | Críticas profissionais |
| Avaliações da crítica                                                       | Avaliações da crítica  |
| Fonte                                                                       | Avaliação              |
| --------------------------------------------------------------------------- | ---------------------- |
| Allmusic                                                                    | [ 4 ]                  |
| Robert Christgau                                                            | [ 5 ]                  |
| Entertainment Weekly                                                        | (A-)                   |
| NME                                                                         | (6/10)                 |
| RapReviews                                                                  | (5.5/10)               |
| Rhapsody                                                                    | (favorável)            |
| Rolling Stone                                                               | [ 10 ]                 |
| Stylus                                                                      | (favorável)            |
| Yahoo! Music                                                                | (favorável)            |
| Esta tabela precisa de ser acompanhada por texto em prosa. Consulte o guia. |                        |

## Lista de faixas
| #  | Título                                             | Produtor(es)                | Samples                                                                                                  | Duração |
| -- | -------------------------------------------------- | --------------------------- | --- | ------- |
| 1  | "A Special Joint" (Intro)                          | Reggie Noble                | - "Spanish Moon" by Little Feat                                                                          | 1:28    |
| 2  | "Blackout"                                         | Erick Sermon                | - Interpolation of "Stick 'Em" by The Fat Boys                                                           | 3:43    |
| 3  | "Mi Casa"                                          | Erick Sermon                | - Interpolation of "Method Man (Skunk Mix)" by Wu-Tang Clan                                              | 2:43    |
| 4  | "Y.O.U."                                           | Erick Sermon                | - "Electric Relaxation" by A Tribe Called Quest                                                          | 4:03    |
| 5  | "4 Seasons" (feat. LL Cool J, Ja Rule)             | Erick Sermon                | - Interpolates lyrics from "Feel the New Heartbeat" by Treacherous Three                                 | 4:21    |
| 6  | "Cereal Killer" (feat. Blue Raspberry)             | RZA                         | - "The Rub" By George & Gwen McCrae                                                                      | 4:00    |
| 7  | "Da Rockwilder"                                    | Rockwilder                  | - Interpolates lyrics from "Hand on the Pump" by Cypress Hill                                            | 2:18    |
| 8  | "Tear It Off"                                      | Erick Sermon                | - Interpolates lyrics from "Funkin' Lesson" by X-Clan - "Give Up The Funk" by Parliament                 | 4:12    |
| 9  | "Where We At" (Skit)                               | Reggie Noble                | - Interpolates lyrics from "The Bridge" by MC Shan                                                       | 1:51    |
| 10 | "1, 2, 1, 2"                                       | DJ Scratch                  | | 4:33    |
| 11 | "Maaad Crew"                                       | Erick Sermon                | - "Sandworms" by David Matthews                                                                          | 4:27    |
| 12 | "Run 4 Cover" (feat. Ghostface Killah, Streetlife) | RZA                         | - "Upon This Rock" by Joe Farrell                                                                        | 4:25    |
| 13 | "The?"                                             | Reggie Noble                | - "Can I Get A..." by Jay-Z - "Sassafras Girl" by Pleasure - "The Rain (Supa Dupa Fly)" by Missy Elliott | 4:50    |
| 14 | "Dat's Dat Shit" (feat. Mally G, Young Zee)        | Mathematics                 | | 4:19    |
| 15 | "Cheka"                                            | Gov Mattic                  | - Sample and Interpolation of "Microphone Checka" by Das EFX                                             | 3:02    |
| 16 | "Fire Ina Hole"                                    | Mathematics                 | | 4:21    |
| 17 | "Well All Rite Cha"                                | Erick Sermon & Reggie Noble | | 4:14    |
| 18 | "Big Dogs"                                         | Erick Sermon & Reggie Noble | - "Tell 'Em" by Erick Sermon                                                                             | 3:25    |
| 19 | "How High"                                         | Erick Sermon                | - "Fly Robin Fly" by Silver Convention - "I Am Woman" by The Cover Girls                                 | 4:40    |

## Singles do álbum
| Informação do single                                                           |
| ------------------------------------------------------------------------------ |
| "Tear It Off" - Lançado: 1 de Janeiro 1999 - Lado B:                           |
| "Y.O.U." - Lançado: 18 de Janeiro de 2000 - Lado B: "4 Seasons", "Run 4 Cover" |
| "Da Rockwilder" - Lançado: 25 de Janeiro de 2000 - Lado B: "1, 2, 1, 2"        |

## Posições do álbum nas paradas
| Ano  | Álbum     | Posições nas paradas | Posições nas paradas | Posições nas paradas   |
| Ano  | Álbum     | Top Canadian Albums  | Billboard 200        | Top R&B/Hip Hop Albums |
| ---- | --------- | -------------------- | -------------------- | ---------------------- |
| 1999 | Blackout! | 3                    | 3                    | 1                      |

## Posições dos singles nas paradas
| Ano  | Canção          | Posições nas paradas             | Posições nas paradas |
| Ano  | Canção          | Hot R&B/Hip-Hop Singles & Tracks | Hot Rap Singles      |
| ---- | --------------- | -------------------------------- | -------------------- |
| 1999 | "Tear It Off"   | 52                               | 16                   |
| 2000 | "Y.O.U."        | 69                               | 18                   |
| 2000 | "Da Rockwilder" | 51                               | 14                   |